# Lissonota picta
Lissonota picta är en stekelart som beskrevs av Heinrich Boie 1850. Lissonota picta ingår i släktet Lissonota och familjen brokparasitsteklar. Inga underarter finns listade i Catalogue of Life.